# Pseudomoron hiekei
Pseudomoron hiekei là một loài bọ cánh cứng trong họ Cerambycidae.